# Kümmerazhofer Bach
Der Kümmerazhofer Bach ist ein etwa zwei Kilometer langer Bach im Stadtgebiet von Bad Waldsee im Landkreis Ravensburg im südlichen Baden-Württemberg, der nach nördlichem Lauf gegenüber dem Dorf Reute der Stadt von links in den unteren Durlesbach mündet.

## Geographie

### Verlauf
Der Kümmerazhofer Bach entsteht etwa 1,2 km südsüdöstlich der Ortsmitte des Bad Waldseer Dorfes Kümmerazhofen in den südlichen Grindelwiesen in einer flachgründigen Mulde zu Füßen der Waldhöhe Röschbühl auf etwa 587 m ü. NHN. Das Gewässer läuft von dort an in einem recht gerade gezogenen Graben mit nur sporadisch Gehölz am Ufer in einem nach rechts ausholenden Bogen zunächst nordwärts an Wiesen und wenigen Äckern vorbei bis ans nordöstliche Ortsende von Kümmerazhofen, dazwischen unterquert er die Straße Am Wespenmoos (K 7939). Am Ortsrand mündet nun in einem Gehölz von links und Süden her ein zweiter, namenloser Ast, der nahe dem Bachursprung entsteht und ebenfalls in einem Graben läuft, ungefähr auf der Sehne des Hauptastes.
Anschließend kreuzt der Kümmerazhofer Bach im Dorf die Kümmerazhofer Straße (K 7939) und tritt schon etwa hundert Meter weiter am nördlichen Ortsrand in einen nordwärts ziehenden, schmalen Tobel ein, wo er zunächst links-, dann beidseits von einem Feldgehölz begleitet ist und nun zu mäandrieren beginnt, stellenweise auch kleine Kiesbänke aufschüttet. Weniger als 300 Meter nach dem Ortsrand mündet er nach etwa 2,1 km langem Lauf mit mittlerem Sohlgefälle von rund 13 ‰ auf etwa 560 m ü. NHN, also etwa 27 Höhenmeter unterhalb seines Grabenursprungs, von links und gegenüber dem südlichen Ortsrand von Reute in den Durlesbach.
Außer dem zweiten Oberlaufast hat der Bach keinen anderen Zufluss.
Eine topographische Karte vom Anfang des 20. Jahrhunderts zeigt einen anfangs gezackten, später teils geschlängelten Lauf des rechten Bachastes, der damals etwa 0,6 km weiter südöstlich nahe dem Ortsrand des Waldseer Weilers Enzisreute einsetzte.

### Anderer Oberlauf
Der andere, anscheinend namenlose Oberlauf mündet von links und Süden auf etwa 574 m ü. NHN am Ostrand von Kümmerazhofen. Er ist 1,3 km lang und entwässert ein ca. 0,5 km² großes Teileinzugsgebiet. Er entsteht auf etwa 584 m ü. NHN unweit der Stelle, wo auch der Graben des Kümmerazhofer Bachs einsetzt. Dieser ist selbst bis zum Zufluss 1,6 km lang und hat bis dorthin ein ca. 1,4 km² großes Einzugsgebiet angesammelt, ist also der bedeutendere Oberlauf.

### Einzugsgebiet
Der Kümmerazhofer Bach hat ein etwa 2,1 km² großes Einzugsgebiet, das zur Gänze im Unterraum Wilhelmsdorf-Waldseer Hügelland des Beckens von Altshausen-Waldsee liegt, das zum Naturraum des Oberschwäbischen Hügellandes gehört. Der mit etwa 615 m ü. NHN höchste Punkt liegt an der südlichen Wasserscheide im Bereich der waldumschlossenen Schießanlage Kümmerazhofen auf dem Röschbühl. Von dort zieht sich ein unruhiger, bewaldeter Hügelrücken an der westlichen Wasserscheide entlang nordwärts bis zur Straße Am Wespenmoos, dessen meist schmaler östlicher Teil im Einzugsgebiet liegt. Der breitere Hügelrücken im Osten des Bachs ist dagegen fast ganz offen, wie auch das übrige Einzugsgebiet, das in den Tieflagen vor dem Unterlauftobel mehr von Wiesen, auf den höheren mehr von Äckern bedeckt ist. Darin liegen außer dem Nordzipfel des Dorfes Kümmerazhofen nur zwei verstreute Gehöfte, die wie das gesamte Einzugsgebiet im Stadtgebiet von Bad Waldsee liegen.
Reihum grenzen die Einzugsgebiete der folgenden Nachbargewässer an:
- Im Nordosten zieht ein namenloser Graben zur Mündung in den Durlesbach etwas oberhalb des Kümmerazhofer Bachs;
- im Osten fließt hinter einem breiten Hügelrücken der linke Oberlauf Mühlbach des Durlesbachs;
- im Südosten liegt das Quellgebiet des linken Oberlaufs des Bampfens Sulzmoosbach, der abwärts des Durlesbachs in die Schussen mündet;
- im Südwesten entsteht der Obere Bampfen, dessen rechter Oberlauf;
- im Westen fließen nur unbedeutende Gerinne zur Schussen im Schussentobel wenig nach der Durlesbach-Mündung.

## Geologie
Im Einzugsgebiet liegen Sedimente, die der Eisvorstoß des Rheingletschers zur Inneren Jungendmoräne im Jungpleistozän abgelagert hat, meistenteils steht die Hasenweiler-Formation an, in einem Streifen auch die fluvialen Sedimente der Hasenweiler Schotter.

## Natur und Schutzgebiete
Der größte Teil des Einzugsgebietes liegt im Wasserschutzgebiet Kümmerazhofen, von dem zwei Wasserfassungen zwischen den beiden Oberlaufästen liegen. Linksseits des linken Quellastes erstrecken sich zwei als Biotope geschützte Nasswiesen, die eine mit einer brach liegenden Teilfläche.

### LUBW
Amtliche Online-Gewässerkarte mit passendem Ausschnitt und den hier benutzten Layern: Lauf und Einzugsgebiet des Kümmerazhofer Bachs

Allgemeiner Einstieg ohne Voreinstellungen und Layer: Daten- und Kartendienst der Landesanstalt für Umwelt Baden-Württemberg (LUBW) (Hinweise)
1. ↑  Der Kümmerazhofer Bach ist in den Layern Gewässernetz (AWGN) und Gewässername als Krümmerazhofer Bach aufgeführt, offensichtlich infolge eines Schreibfehlers, denn der von ihm durchflossene Ort heißt Kümmerazhofen.
2. 1 2 3 4  Höhe nach dem Höhenlinienbild auf dem Hintergrundlayer Topographische Karte.
3. ↑  Höhe nach grauer Beschriftung auf dem Hintergrundlayer Topographische Karte.
4. 1 2 3  Länge nach dem Layer Gewässernetz (AWGN).
5. 1 2 3  Einzugsgebiet abgemessen auf dem Hintergrundlayer Topographische Karte.
6. ↑  Schutzgebiete nach den einschlägigen Layern, Natur teilweise nach dem Layer Geschützte Biotope.

### Andere Belege
1. ↑  Alter Verlauf nach:
  - Meßtischblatt 8124 Reute von 1913 in der Deutschen Fotothek
2. ↑  Hans Graul: Geographische Landesaufnahme: Die naturräumlichen Einheiten auf Blatt 179 Ulm. Bundesanstalt für Landeskunde, Bad Godesberg 1952. → Online-Karte (PDF; 4,8 MB)
3. ↑  Geologie nach den Layern zu Geologische Karte 1:50.000 auf: Mapserver des Landesamtes für Geologie, Rohstoffe und Bergbau (LGRB) (Hinweise)